# Kommunistische Partei Estlands
Die Kommunistische Partei Estlands (estnisch Eestimaa Kommunistlik Partei) war von 1920 bis 1990 die führende kommunistische Partei in Estland. Während der sowjetischen Besetzung und Annexion Estlands fungierte sie als estnische Unterorganisation der KPdSU.

## Vorgeschichte
Sozialistisch-revolutionäres Gedankengut erreichte angesichts politischer Unterdrückung die baltischen Provinzen Russlands relativ spät. Erst Ende des 19. Jahrhunderts breiteten sich marxistische Ideen in Estland und Livland aus, die damals zum russischen Zarenreich gehörten. Um die Jahrhundertwende bildeten sich wie in den anderen Teilen Europas verschiedene marxistische Zirkel.
Einfluss auf die Entwicklung im Baltikum übte insbesondere die Entstehung der Sozialdemokratischen Arbeiterpartei Russlands (Российская социал-демократическая рабочая партия) aus, die 1898 in Minsk in der Illegalität entstanden war. 1902 wurde die Partei noch einmal im Londoner Exil gegründet. In Narva, Tartu und Pärnu gründeten daraufhin linksgerichtete Esten im Untergrund Unterorganisationen der Partei. Nach der Spaltung der Partei in zwei Lager auf dem Parteitag 1903, die Bolschewiki (Mehrheitler) und Menschewiki (Minderheitler), nannte sich die bolschewistische Fraktion unter Lenin Sozialdemokratische Arbeiterpartei Russlands (Bolschewiki), RSDAP(B). Die Fraktion konstituierte sich 1912 als eigenständige Partei.

## Revolution in Russland
Mit der Russischen Revolution von 1905 versuchte die Sozialdemokratische Arbeiterpartei Russlands ihre Anhängerschaft auch im Baltikum zu vergrößern. Die Mitgliederschaft wuchs dort trotz Verfolgung durch die zaristischen Behörden auf etwa tausend an. Gleichzeitig spalteten auch in Estland unterschiedliche ideologische Positionen zwischen einzelnen Flügeln immer wieder die marxistischen Gruppen.
Auf der Konferenz der estnischen Sektion der Sozialdemokratischen Arbeiterpartei Russlands vom 2. bis zum 4. März 1907 im damals finnischen Terijoki bei Sankt Petersburg setzten sich in Estland endgültig die radikaleren Bolschewiki gegen die Menschewiki durch. Daraufhin spalteten sich die Menschewiki unter dem Namen Estnische Sozialdemokratische Arbeiterpartei (Eesti Sotsiaaldemokraatlik Tööliste Partei) unter Führung von August Rei, Mihkel Martna und Karl Ast von den Bolschewiki ab.

## Oktoberrevolution
Mit der Oktoberrevolution im November 1917 in Russland versuchten auch in Estland und (Nord-)Livland, die Bolschewiki die alleinige Macht zu übernehmen. Die Staatsgewalt wurde dort vom November 1917 bis Februar 1918 vom Kriegs-Revolutionskomitee Estlands (Eestimaa Sõja-Revolutsioonikomitee) ausgeübt. Dessen Vorsitzender war Iwan Rabtschinski, sein Stellvertreter Viktor Kingissepp. Die Regierungszeit der Kommunisten war begleitet von der Ermordung Oppositioneller  im nördlichen Livland und Estland unter anderem der orthodoxe Bischof Platon und lutherische Pastoren wie Walther Paucker und Traugott Hahn. 1918 benannten sich die Bolschewiki in Kommunistische Partei Russlands (B) um.
Am 24. Februar 1918 wurde von demokratischen Kräften der bürgerlich orientierten Provisorischen Regierung Estlands die unabhängige Republik Estland ausgerufen. Diese stellte sich bewusst gegen die Bolschewiki. Im anschließenden Freiheitskrieg gegen Sowjetrussland verteidigte Estland seine Selbständigkeit, aber auch sein demokratisches Regierungssystem nach westlichem Muster. Mit dem Friedensvertrag von Tartu vom 2. Februar 1920 musste Sowjetrussland die Selbständigkeit Estlands anerkennen. Allerdings setzte die bolschewistische Regierung in Russland alles daran, Estland durch subversive Maßnahmen in einen kommunistischen Staat zu verwandeln. Die folgenden estnischen Regierungen verfolgten daher die estnischen Bolschewiki als angeblich bzw. tatsächlich von Moskau gesteuerte Umstürzler.

## Zwischenkriegszeit

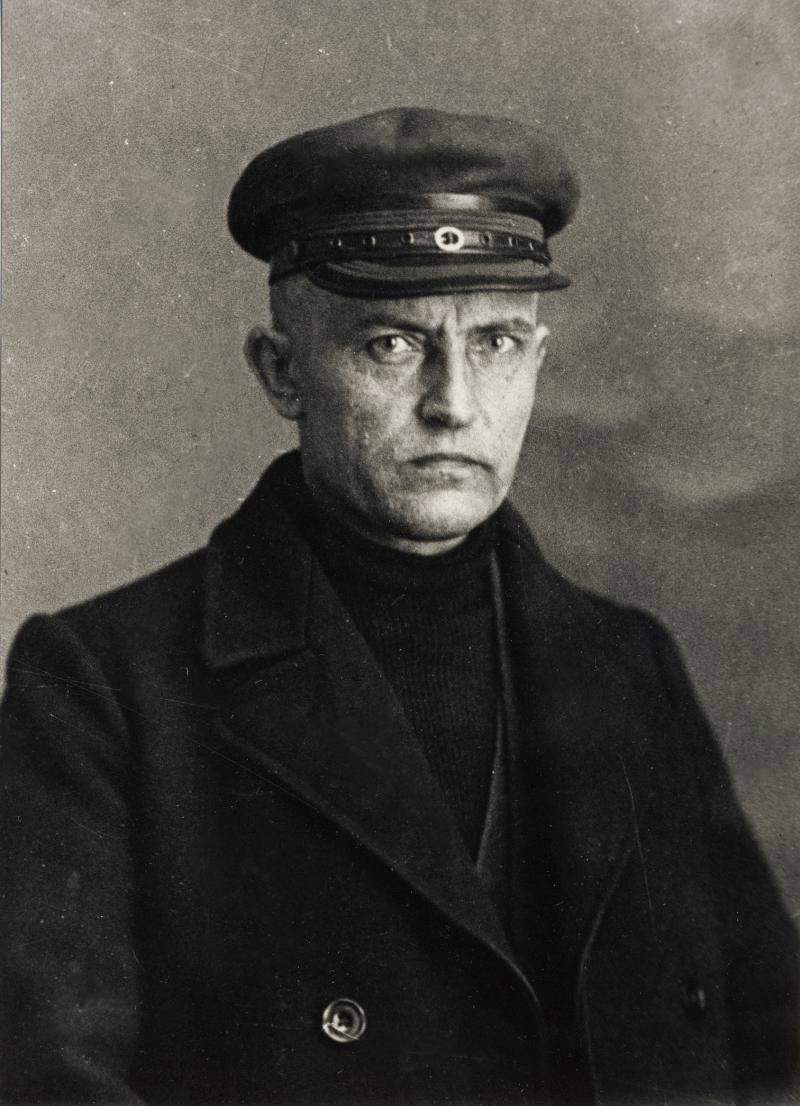
Jaan Anvelt (Photographie von 1925)

Am 5. November 1920 wurde mit Unterstützung der russischen Bolschewiki in Tallinn im Untergrund die Kommunistische Partei Estlands (EKP) gegründet. Sie agierte konspirativ und in der Illegalität. Enge Kontakte unterhielt sie mit der Kommunistischen Partei Russlands – KPR (B). Der Glaube an die unmittelbar bevorstehende Weltrevolution war auch in der EKP stark verbreitet. 1922 beschloss die Kommunistische Partei Estlands, sich der Komintern anzuschließen. Der rechte Flügel der Partei lehnte dies ab und spaltete sich endgültig als Selbständige Sozialistische Arbeitspartei (Iseseisev Sotsialistlik Tööliste Partei) von der EKP ab.
Die junge Republik Estland verfolgte immer härter die Kommunisten, die sie als Handlanger der sowjetischen Regierung ansah. Am 3. Mai 1922 nahm das estnische Sicherheitspolizeiamt Kaitsepolitseiamet den Gründer und Parteiführer der EKP, Viktor Kingissepp, der sich in Tallinn versteckt hielt, fest. Er wurde am selben Tag in einem Schnellverfahren zum Tode verurteilt und erschossen. Seine Leiche wurde ins Meer geworfen. 1923 wurde der führende Kommunist Jaan Kreuks erschossen. Vom 10. bis 27. November 1924 fand, nach bereits bekannt gewordenen Umsturzplänen der sogenannte „Prozess der 149“ statt. Darin wurden 149 angebliche Kommunisten wegen Spionage zu Gunsten der Sowjetunion angeklagt. Einer wurde hingerichtet, 141 zu teils lebenslangen Haftstrafen und Zwangsarbeit verurteilt. Gleichzeitig spielten die kommunistischen Ideen in Estland zu keiner Zeit eine wichtige politische Rolle.
Am 1. Dezember 1924 versuchten Mitglieder der EKP mit materieller und personeller Hilfe der Sowjetunion, einen Staatsstreich in Estland durchzuführen. Er wurde von den estnischen Kommunisten Jaan Anvelt und Karl Rimm geleitet. Der gewaltsame Versuch, die Macht an sich zu reißen, brach allerdings noch am selben Tag wegen mangelnder Unterstützung der estnischen Bevölkerung und des estnischen Militärs zusammen. Das estnische Staatsoberhaupt, Friedrich Karl Akel, entging knapp einem Mordversuch der Putschisten. Von den etwa 350 Aufständischen wurden 125 bei Kämpfen getötet. Einem Teil der Kommunisten, unter ihnen Anvelt, gelang die Flucht in die Sowjetunion, andere wurden zu langjährigen Haftstrafen verurteilt.

## Sowjetische Besetzung und Annexion

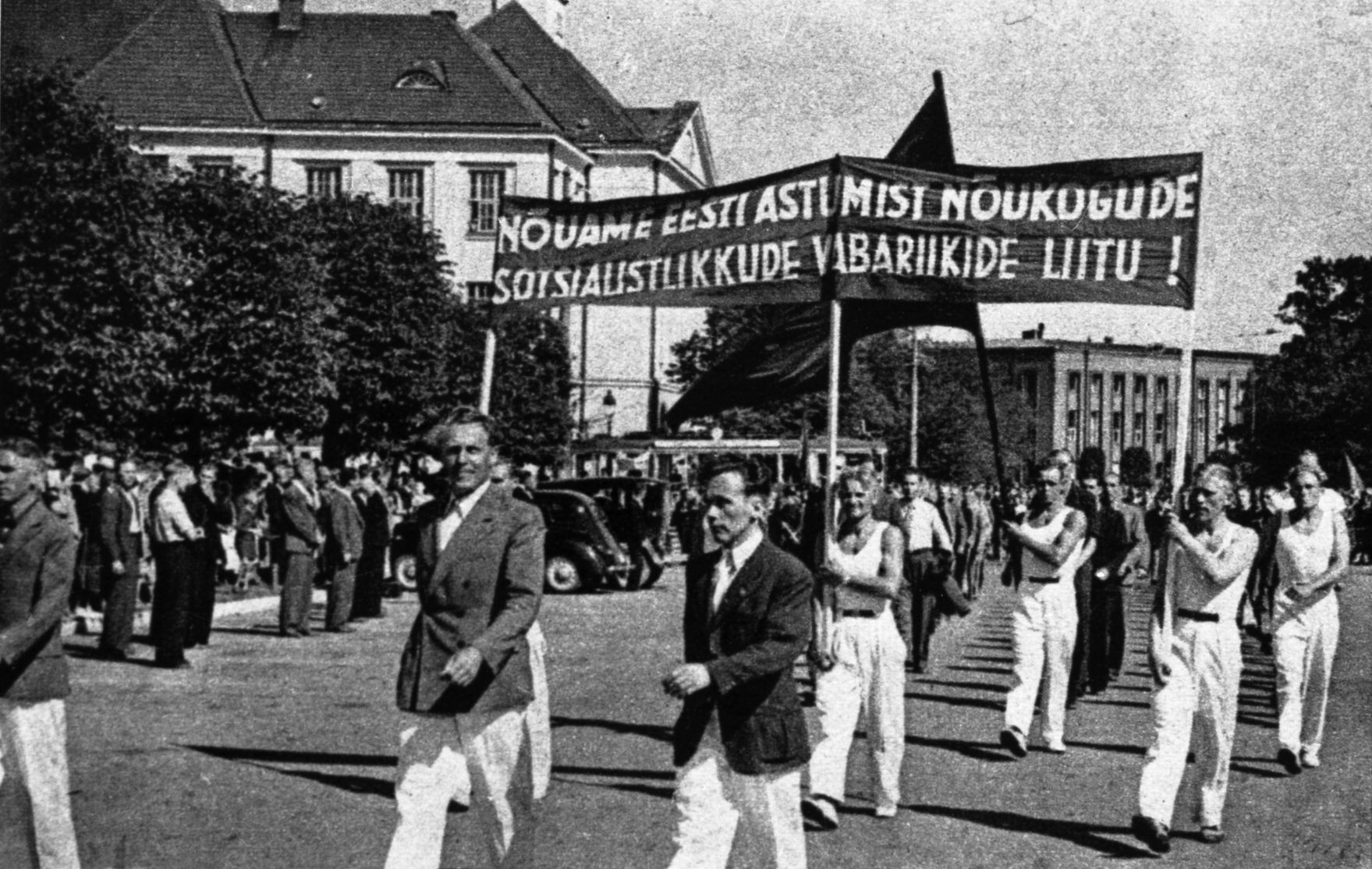
Sportler verlangen den Anschluss Estlands an die Sowjetunion. Tallinn, 17. Juli 1940

Mit dem Beginn des Zweiten Weltkriegs wurde die Selbständigkeit der baltischen Staaten sowie Finnlands immer mehr gefährdet. Im Sommer 1940 wurde Estland gemäß den Geheimvereinbarungen des Hitler-Stalin-Paktes von der Roten Armee besetzt. Die EKP und ihre Funktionäre fungierte von nun an als Unterorganisation der KPdSU. Noch in den 1950er Jahren wurden zahlreiche estnische Kommunisten aus ihren Ämtern vertrieben und durch russische Kommunisten estnischer Herkunft ersetzt.
1940 wurde die EKP zur einzig zugelassenen Partei in der Estnischen Sozialistischen Sowjetrepublik erklärt. Den Stalinismus bekam die estnische Bevölkerung mit voller Härte zu spüren. Die Verstaatlichung der Betriebe, Enteignungen, die Deportation großer Teile der estnischen Elite nach Sibirien, die Verfolgung politischer Gegner und die Russifizierung der estnischen Gesellschaft wurden von der EKP durchgeführt bzw. unterstützt. Die estnische Wirtschaft wurde vollständig in eine Planwirtschaft nach sowjetischem Muster umgestaltet. Die Ersten Sekretäre des Zentralkomitees der EKP führten bis 1988 die Politik Moskaus in Estland aus. Als Kaderpartei gehörten der EKP in der Zeit der sowjetischen Besetzung etwa 15 Prozent der estnischen Bevölkerung an. Der Anteil der Esten innerhalb der EKP wird auf 40 bis 55 Prozent geschätzt.
Erste Sekretäre des Zentralkomitees der Kommunistischen Partei Estlands während der sowjetischen Besetzung Estlands waren:
- Karl Säre (1940–1941)
- Nikolai Karotamm (1944–1950)
- Johannes Käbin (1950–1978)
- Karl Vaino (1978–1988)
- Vaino Väljas (1988–1995)[3]

## Nach 1990
Erst die Ära Gorbatschow und der Zusammenbruch der Sowjetunion brachten Ende der 1980er Jahre wieder politische Freiheit und Pluralismus nach Estland. Die Einparteienherrschaft der EKP wurde schließlich abgeschafft.
Kurz vor der Wiedererlangung der staatlichen Unabhängigkeit Estlands schwor die EKP auf einem Kongress am 25. März 1990 dem Kommunismus ab und erklärte sich zu einer sozialdemokratischen Partei. Sie trat aus der KPdSU aus. Daraufhin spaltete sich ein Teil der kommunistischen Altkader ab.
Die EKP benannte sich im November 1992 in Demokratische Arbeitspartei Estlands (Eesti Demokraatlik Tööpartei) um, im Januar 1998 in Sozialdemokratische Arbeitspartei Estlands (Eesti Sotsiaaldemokraatlik Tööpartei) und im Dezember 2004 im Estnische Linkspartei (Eesti Vasakpartei). Sie versucht sich seitdem mit einem Demokratischen Sozialismus zu profilieren. Seit 2004 ist die Estnische Linkspartei Mitglied der Europäischen Linkspartei. Politisch ist sie bedeutungslos. Bei den estnischen Parlamentswahlen 2007 erhielt sie 0,1 % der Stimmen.

## Filme
- December Heat (Internationaler Titel, estnisch: Detsembrikuumus, Estland 2008, Regie: Asko Kase, mit Sergo Vares). Historisches Drama über den kommunistischen Aufstand am 1. Dezember 1924 in Reval.